# Ifrane (douar)
 (avril 2025).
Ifrane est un douar situé dans la commune de Sidi Kaouki, province d'Essaouira, région de Marrakech-Safi au Royaume du Maroc. 
Le douar appartient au cheikh Ida Oublal, qui comprend 8 douars. Sa population est estimée à 202 personnes, selon le recensement officiel de la population et de l'habitat de 2004.